# Flying Scooters

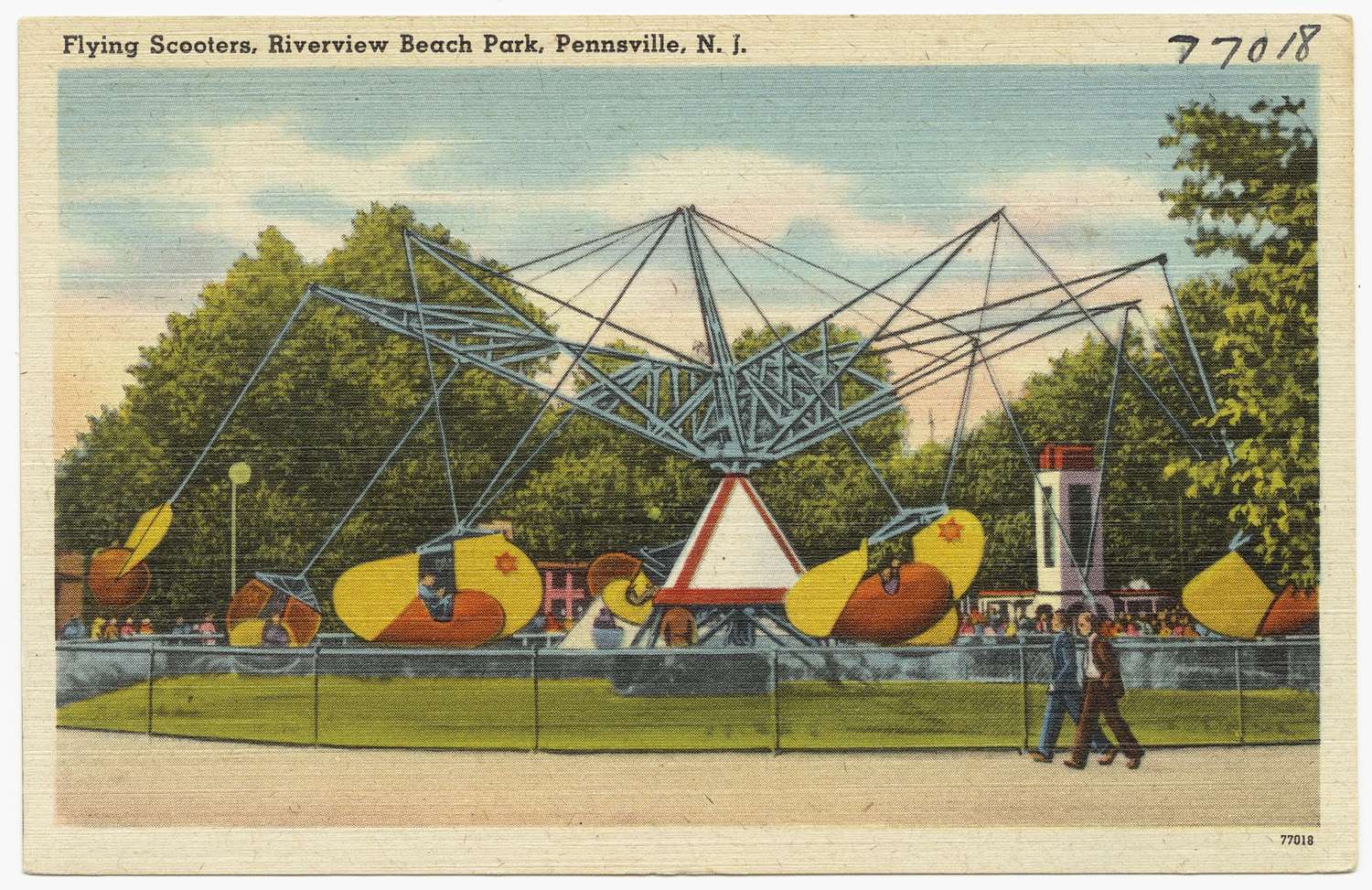
Flying scooters à Riverview Beach Park.

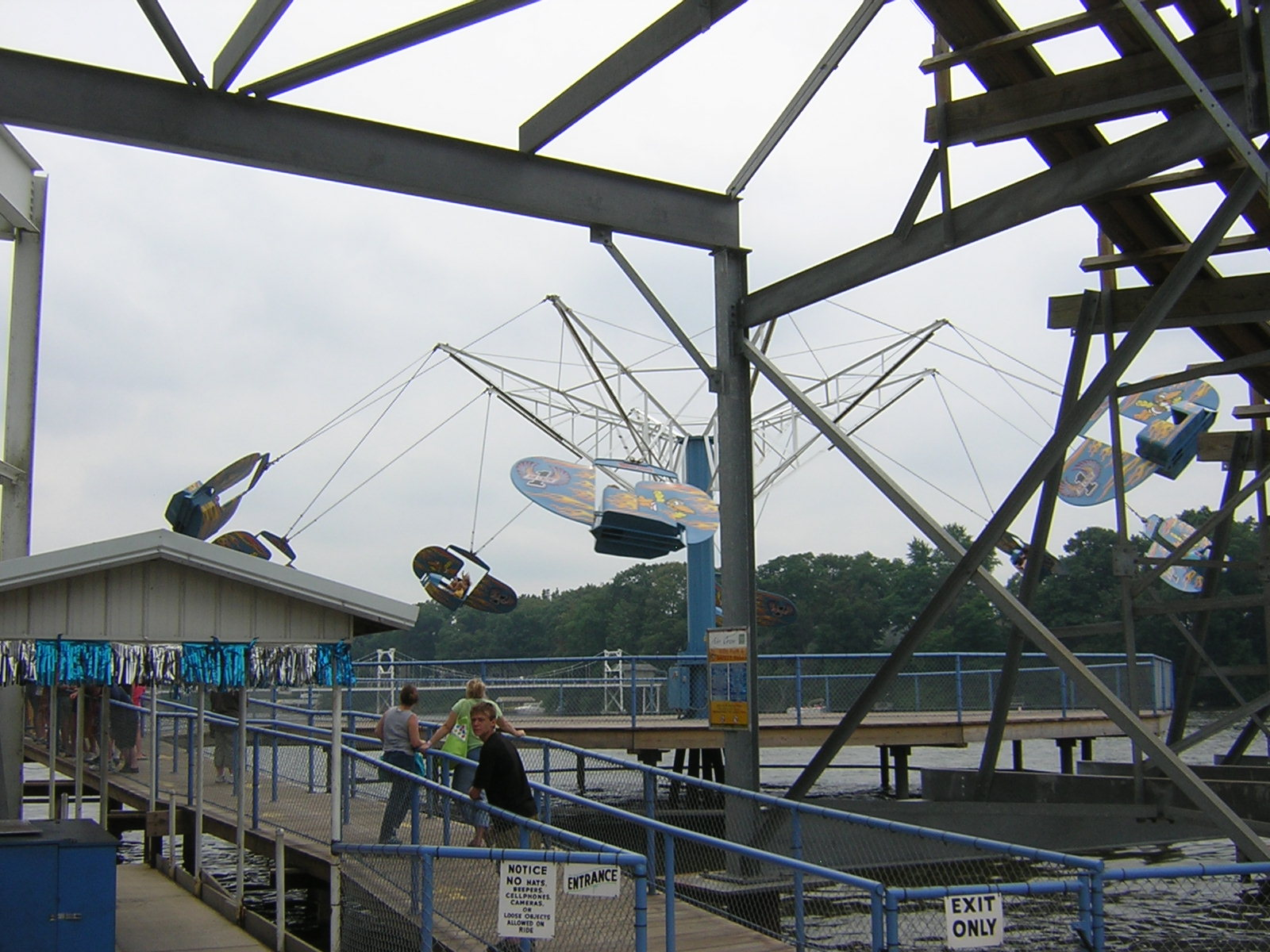
Flying Scooters en action à Indiana Beach.

Flying Scooters, également appelé simplement Flyers, est un manège composé d'un poteau central avec des véhicules suspendus aux bras. La création de ce type d'attractions remonte aux années 1930 et 1940, lorsque Bisch-Rocco la fabriqua. Au début des années 2000, Larson International a relancé le concept.

## Principe et fonctionnement
Le concept est très proche de celui des chaises volantes.
Le manège se présente sous la forme d'une roue horizontale en hauteur à laquelle sont suspendus plusieurs véhicules au bout de câbles. Ces engins prennent souvent une allure d'avion.
Quand le manège est mis en route, la roue tourne sur son axe et prend de la vitesse. Avec la force centrifuge, les véhicules sont attirés vers l'extérieur apportant aux passagers une impression d'envol. Chaque véhicule est équipé d'un gouvernail de direction, permettant aux passagers de contrôler le mouvement de leur véhicule. 

## Attractions de ce type
- Flyer - Knoebels
- Danny Phantom's Phantom Flyer - Carowinds
- Air Crow - Indiana Beach
- Eagle's Flight - Holiday World
- Flying Aces - Lagoon
- Plane Crazy - Oakwood Theme Park
- Surfside Gliders - Knott's Berry Farm
- The Mad Mocking Bird - Dollywood